# Bambusa rigida
Bambusa rigida är en gräsart som beskrevs av Yi Li Keng och Keng f. Bambusa rigida ingår i släktet Bambusa och familjen gräs. Inga underarter finns listade i Catalogue of Life.